# Kamil Mingazow
Kamil Mingazow (né le 21 juin 1968 à Achgabat à l'époque en RSS du Turkménistan et aujourd'hui au Turkménistan) est un footballeur international turkmène, qui évoluait au poste de milieu de terrain, avant de devenir ensuite entraîneur.
Son fils, Ruslan, est également footballeur.

## Biographie

### Carrière de joueur

#### Carrière en sélection
Kamil Mingazow joue en équipe du Turkménistan entre 1992 et 2004.
Il participe avec cette équipe à la Coupe d'Asie des nations 2004 organisée en Chine. Lors de cette compétition, il joue deux matchs : contre l'Arabie saoudite, et l'Irak.
Il dispute également les éliminatoires du mondial 1998, les éliminatoires du mondial 2002, et les éliminatoires du mondial 2006.

## Palmarès
| Bukovyna Tchernivtsi - Championnat d'URSS : - Vice-champion : 1988. |  | Köpetdag Achgabat - Championnat du Turkménistan (5) : - Champion : 1992, 1993, 1994, 1995 et 1998. - Vice-champion : 1996. - Coupe du Turkménistan (3) : - Vainqueur : 1993, 1994 et 1997. - Finaliste : 1995. |  | Nisa Achgabat - Championnat du Turkménistan (1) : - Champion : 2003. - Vice-champion : 2004. - Coupe du Turkménistan : - Finaliste : 2000 et 2003. |